# Письмо начальнику

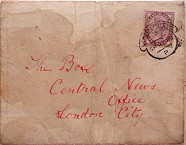
Конверт, в котором было прислано письмо

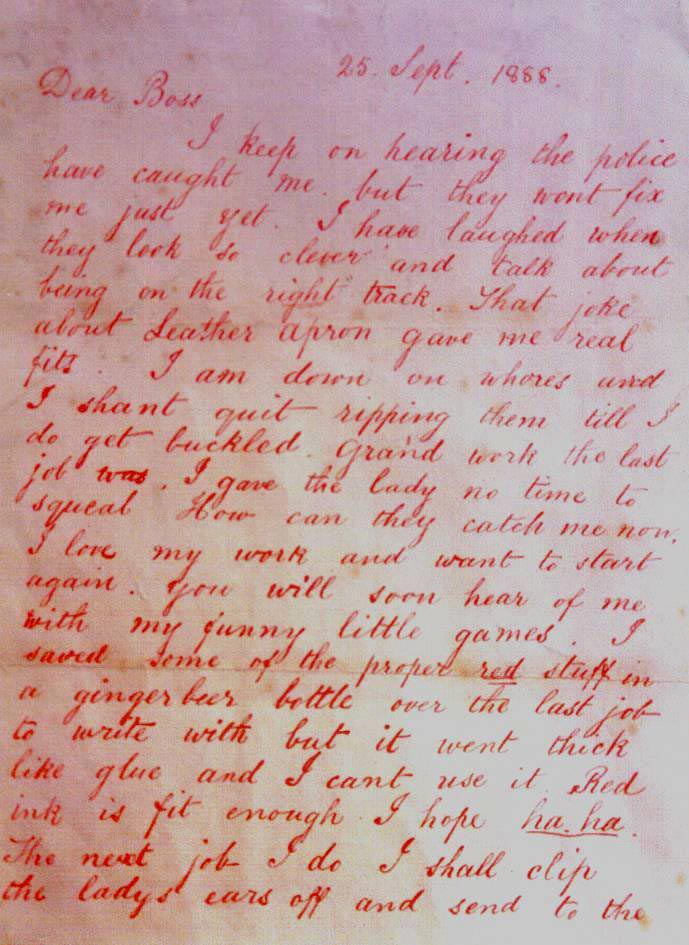
Первая страница письма

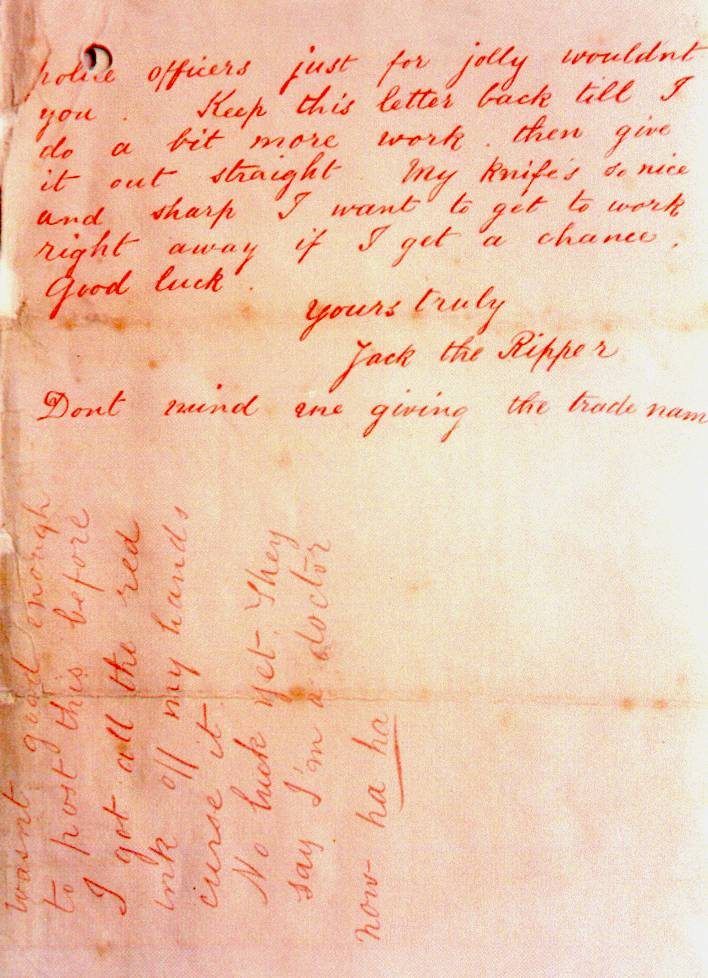
Вторая страница послания

Письмо начальнику (англ. Dear Boss letter) — название, под которым известно письмо, написанное якобы серийным убийцей Джеком-потрошителем.
Письмо было датировано 25 сентября, проштемпелёвано 27 сентября 1888 года Центральным агентством новостей и доставлено 29 сентября в Скотланд-Ярд.
Текст письма переведен с английского языка с соблюдением правил орфографии и пунктуации русского языка. В оригинальном тексте множество орфографических ошибок и совершенно нет запятых.
| Гражданин начальник, Я продолжаю слышать, что полиция следила за мной, но пока не может определить мое местоположение. Я смеюсь, когда они выглядят такими умными и говорят о том, что они на правильном пути. Я бился в конвульсиях от той шутки о кожаном фартуке. У меня заканчиваются шлюхи, но я не перестану потрошить их до тех пор, пока меня все-таки не арестуют. Последняя работа была просто шикарна. Я не дал той девушке возможности и пикнуть. Как они могут меня поймать? Я обожаю то, чем занимаюсь, и хочу продолжать. Вскоре ты услышишь обо мне и моих веселых шалостях. С последнего раза осталось немного красной жидкости в бутылке из-под имбирного пива, чтобы ей писать, но она стала густой как клей, и я не могу её использовать. Надеюсь, красные чернила подойдут, ха-ха. В следующий раз я отрежу уши у девушки и пошлю их полиции просто ради забавы. Сохрани это письмо, пока я занят работой, а потом полностью обнародуй его. Мой нож такой приятный и острый, что я бы занялся делом немедля, будь у меня возможность. Удачи. Ваш покорный слуга Джек Потрошитель С твоего разрешения под псевдонимом P.S. Не отправляю это письмо, пока не сведу всю красную пасту со своих рук, чтоб её. Пока безрезультатно. Сейчас они говорят, что я доктор. Ха-ха. Оригинальный текст (англ.)Dear Boss, I keep on hearing the police have caught me but they wont fix me just yet. I have laughed when they look so clever and talk about being on the right track. That joke about Leather Apron gave me real fits. I am down on whores and I shant quit ripping them till I do get buckled. Grand work the last job was. I gave the lady no time to squeal. How can they catch me now. I love my work and want to start again. You will soon hear of me with my funny little games. I saved some of the proper red stuff in a ginger beer bottle over the last job to write with but it went thick like glue and I cant use it. Red ink is fit enough I hope ha. ha. The next job I do I shall clip the ladys ears off and send to the police officers just for jolly wouldn't you. Keep this letter back till I do a bit more work, then give it out straight. My knife's so nice and sharp I want to get to work right away if I get a chance. Good Luck. Yours truly Jack the Ripper Dont mind me giving the trade name PS Wasnt good enough to post this before I got all the red ink off my hands curse it No luck yet. They say I'm a doctor now. ha ha |

Первоначально считалось шуткой, но когда 30 сентября было найдено тело Кэтрин Эддоус, у которой было частично отрезано ухо, внимание следователей привлёк факт того, что в письме, написанном минимум за 3 дня до убийства, была фраза «отрезать девушке уши» (англ. clip the ladys ears off. sic).
1 октября в газетах было опубликовано письмо — полиция надеялась, что кто-то сможет узнать почерк, но расследованию это не помогло. 
Это было первое письмо, подписанное именем Джека-потрошителя, и после его публикации стали приходить сотни писем якобы от Потрошителя, причем большинство из них копировало текст именно этого послания.
Несмотря на публикацию письма, полиция вскоре официально объявила послание подделкой местного журналиста. Это высказывание не получило широкого признания, и письма в полицию прочно вошли в сознание общественности как часть дела Потрошителя. Учёные, исследующие обстоятельства дела Потрошителя, делятся на тех, кто считает письма фальшивкой, и тех, кто верит в подлинность посланий. Последние иногда используют письма, доказывая личность маньяка с помощью сравнения почерков на письме и подозреваемого.
Как и многие другие улики, связанные с делом Джека-потрошителя, письмо было утеряно из архивов полиции. Считается, что его мог взять кто-то из связанных с расследованием в качестве сувенира. Но в 1988 году оно было анонимно прислано в управление полиции, предположительно, семьёй полицейского, взявшего письмо за век до этого.